# Чатырдаг (шхуна)
«Чатырдаг» или «Четырдах» — парусно-винтовая шхуна Черноморского флота Российской империи, в некоторых источниках судно упоминается как пароход. Судно находилось в составе флота с 1860 по 1874 год и совершало каботажные и заграничные плавания в акватории Чёрного моря и Дуная, а также в Средиземном море, по окончании службы было переоборудовано в плавучий маяк.

## Описание судна
Парусно-винтовая шхуна с обшитым в подводной части медными листами деревянным корпусом. Водоизмещение шхуны составляло 210,16 тонны, длина судна между перпендикулярами составляла 33,5 метра, ширина с обшивкой — 6,8 метра, а осадка при полной загрузке по ахтерштевню 2,8 метра, по форштевню — 2,06 метра. На шхуне была установлена паровая машина мощностью 80 номинальных лошадиных сил английской постройки, в качестве движителя помимо парусов использовался один гребной винт. Экипаж шхуны по состоянию на 1863 год состоял из 66 человек, включая 5 офицеров и 61 нижний чин.
Паровые машины заказывались для двух одновременно строившихся шхун «Алушта» и «Чатырдаг». Одна паровая машина высокого давления строилась на заводе Равенгиля, Селькельда и К°, а вторая низкого давления — на заводе Гомфрейса и Тенант. Стоимость первой паровой машины без доставки в Россию составляла 5 077 фунтов стерлингов, а второй — 5 314 фунтов стерлингов, в результате оба двигателя с доставкой в Николаев обошлись в 78 000 рублей серебром.
По состоянию на 1862 год вооружение судна состояло из одной 68-фунтовой пушки № 2 и одной 36-фунтовой пушко-карронады, в 1866 году — из одной 36-фунтовой пушко-карронады и одной 36-фунтовой карронады, в 1868 году — из одной 8-фунтовой нарезной пушки и одной 36-фунтовой пушко-карронады.

## История службы
Парусно-винтовая шхуна «Чатырдаг» была заложена на стапеле Николаевского адмиралтейства 20 июня (2 июля) 1859 года и после спуска на воду 11 (23) ноября 1860 года вошла в состав Черноморского флота России. Однако в день спуска шхуны на воду Буг покрылся льдом, что сделало достройку после спуска затруднительной. Строительство велось под наблюдением корабельного инженера полковника А. С. Акимова с подряда купцом Рафаловичем. Строительство велось силами мастеровых купца. Дерево для постройки шхуны, включавшее дубовые и сосновые доски, также было предоставлено купцом, однако все металлические детали, включая медные листы и гвозди для обшивки днища, медные крепления и железные детали, были отпущены из казны. Стоимость судна составила 53 029 рублей 4,25 копейки.
В кампанию 1861 года совершала плавания по Нижнему Дунаю. В 1863 году совершала плавания вдоль восточных берегов Чёрного моря, в кампанию этого года также совершала плавания в Галац и Греческий Архипелаг. В кампанию 1865 года совершала плавания по Дунаю и в Константинополь.
В кампанию 1866 года находилась в плаваниях между дунайскими портами и в заграничном плавании, при этом командир шхуны капитан-лейтенант П. О. Коцебу был награждён серебряной медалью «За покорение Западного Кавказа» и крестом «За службу на Кавказе». В следующем 1867 году совершала плавания в Чёрном море и по Дунаю, а также совершила заграничное плавание. В кампанию 1869 года находилась в плаваниях в Чёрном море. В 1870 году совершала плавания между Севастополем и Константинополем.
28 июня (10 июля) 1874 года по неблагонадёжности шхуна «Чатырдаг» была переоборудована в плавучий маяк, которому был присвоен № 4, а 13 (25) июля 1874 года — исключена из списков судов флота.

## Командиры шхуны
Командирами парусно-винтовой шхуны «Чатырдаг» в составе Российского императорского флота в разное время служили:
- капитан-лейтенант И. О. Дефабр (1861—1865 год)[18];
- капитан-лейтенант Р. К. Альтман (1863 год)[5][10];
- капитан-лейтенант Н. А. Шевяков (1865 год)[19];
- капитан-лейтенант П. О. Коцебу[укр.] (1866 год)[20];
- капитан-лейтенант А. К. Иеромузо (1867 год)[21];
- капитан-лейтенант И. М. Манто (1870 год)[22].